# Newmilns
Newmilns är en ort i Storbritannien.   Den ligger i kommunen East Ayrshire och riksdelen Skottland, i den centrala delen av landet, 500 km nordväst om huvudstaden London. Newmilns ligger 73 meter över havet och antalet invånare är 2 941.
Terrängen runt Newmilns är huvudsakligen platt, men den allra närmaste omgivningen är kuperad. Newmilns ligger nere i en dal. Runt Newmilns är det ganska tätbefolkat, med 58 invånare per kvadratkilometer. Närmaste större samhälle är Kilmarnock, 10,8 km väster om Newmilns. Trakten runt Newmilns består i huvudsak av gräsmarker.